# Giovanni Battista Zauli
Giovanni Battista Zauli (né le 25 novembre 1743 à Molfetta dans les Pouilles, et mort le 21 juillet 1819 à Rome) est un cardinal italien du XIXe siècle.

## Biographie
Giovanni Battista Zauli exerce diverses fonctions au sein de la Curie romaine. Il est chanoine de la basilique Saint-Pierre de Rome en 1785. Le pape Pie VII le crée cardinal lors du consistoire du 8 mars 1816. 
Il est frère de l'ordre de Saint-Jean de Jérusalem[réf. nécessaire].

### Source
- Giovanni Battista Zauli sur le site fiu.edu